# Prix Ken-Domon
Pour les articles homonymes, voir Domon.
Le prix Ken-Domon (土門拳賞, Domon-Ken-shō) est l'un des plus prestigieux prix de photographie japonais.

## Historique
Ce prix a été créé en 1981 par le groupe de presse The Mainichi Newspapers Co., Ltd. (株式会社毎日新聞社) afin de célébrer le 110e anniversaire de la création du Mainichi Shimbun, son quotidien et sa principale publication, en mémoire du photographe Ken Domon. Il a été décerné chaque année depuis 1982.
Le prix est décerné annuellement à un photographe renommé, en récompense d'une publication dans le domaine de la photographie documentaire.
Le concurrent principal de ce prix très visible dans les médias est le prix Ihei Kimura, décerné annuellement à un ou plusieurs jeunes photographes.

## Liste des lauréats
| - 1982 : Tadao Mitome - 1983 : Masatoshi Naitō - 1984 : Kazuyoshi Nomachi - 1985 : Tsuneo Enari - 1986 : Taku Aramasa - 1987 : Hiroshi Suga - 1988 : Takeshi Nishikawa - 1989 : Ichirō Tsuda - 1990 : Manabu Miyazaki - 1991 : Bishin Jumonji | - 1992 : Kōichi Imaeda - 1993 : Hiromi Nagakura - 1994 : Yoshikazu Minami - 1995 : Kiyoshi Sumiyoshi - 1996 : Katsumi Sunamori - 1997 : Issei Suda - 1998 : Seiichi Motohashi - 1999 : Takeshi Mizukoshi - 2000 : Osamu Kanemura - 2001 : Yoshino Ōishi | - 2002 : Toshiya Momose - 2003 : Ryūichi Hirokawa - 2004 : Hiroh Kikai - 2005 : Eiichirō Sakata - 2006 : Hideaki Uchiyama - 2007 : Ikuo Nakamura - 2008 : Hiromi Tsuchida - 2009 : Mitsuhiko Imamori - 2010 : Ryūichirō Suzuki | - 2011 : Naoki Ishikawa - 2012 : Yutaka Takanashi - 2013 : Ryō Kameyama - 2014 : Shisei Kuwabara - 2015 : Nobuo Shimose - 2016 : Michio Yamauchi - 2017 : Yoshimune Liang - 2018 : Tokiko Shioda - 2019 : Satoshi Takahashi |

## Sources
- (en) Cet article est partiellement ou en totalité issu de l’article de Wikipédia en anglais intitulé « Domon Ken Award » (voir la liste des auteurs).